# Šarišská Poruba
Šarišská Poruba est un village de Slovaquie situé dans la région de Prešov.

## Histoire
Première mention écrite du village en 1410.

## Démographie

### Évolution de la population
| Année:               | 1994. | 2004.    | 2014.    | 2024.    |
| -------------------- | ----- | -------- | -------- | -------- |
| Nombre de personnes: | 372   | 428      | 582      | 718      |
| Différence:          |       | +15,05 % | +35,98 % | +23,36 % |

| Année:               | 2023. | 2024.   |
| -------------------- | ----- | ------- |
| Nombre de personnes: | 701   | 718     |
| Différence:          |       | +2,42 % |